# Tetracme stocksii
Tetracme stocksii är en korsblommig växtart som beskrevs av Pierre Edmond Boissier. Tetracme stocksii ingår i släktet Tetracme och familjen korsblommiga växter. Inga underarter finns listade i Catalogue of Life.